# Nordmünchner Kanalsystem

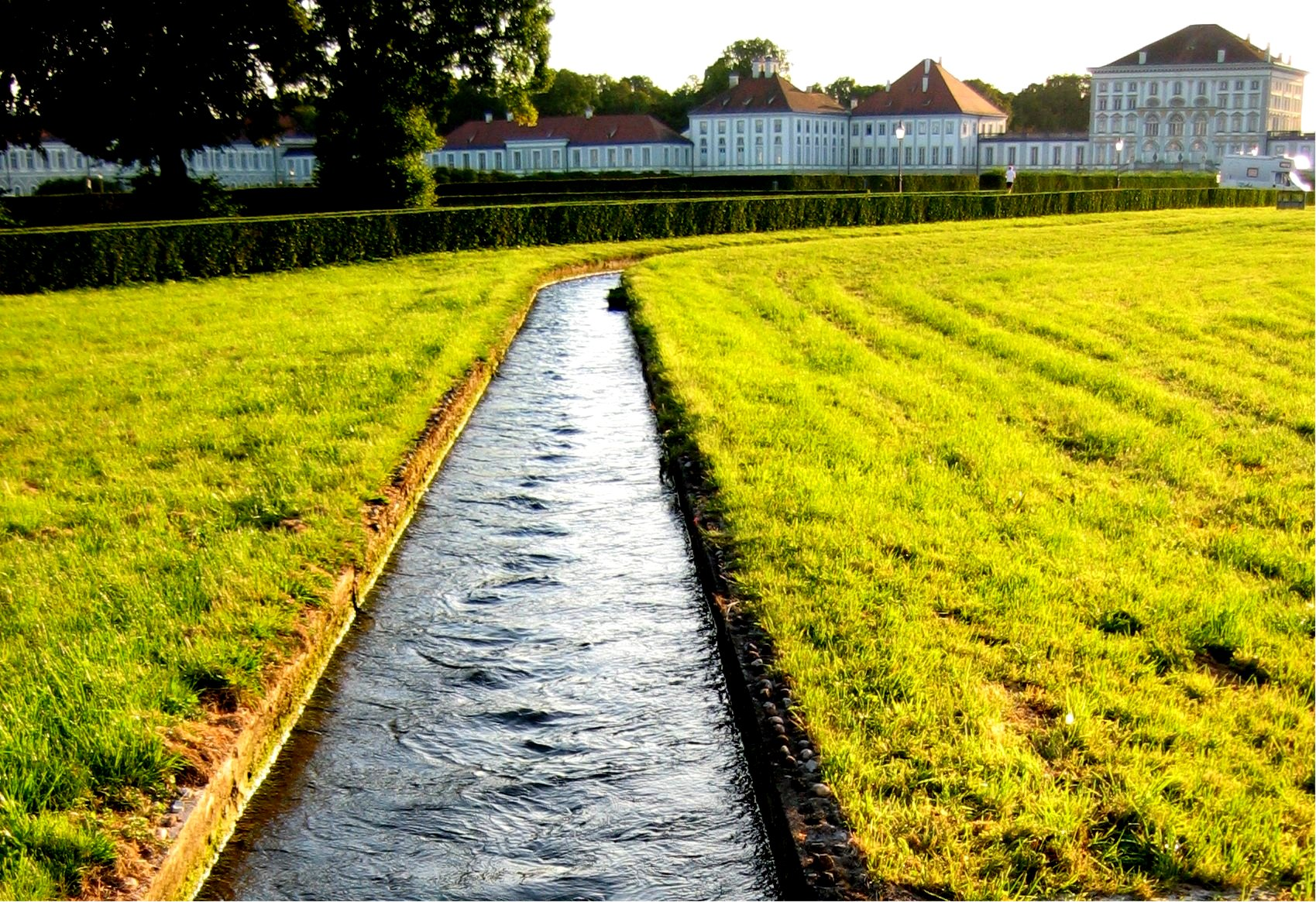
Anfang des Nymphenburg-Biedersteiner Kanals im Nymphenburger Schlosspark

Das Nordmünchner Kanalsystem verbindet Würm, Isar und Amper
im Norden und nördlich von München. Es besteht heute im Wesentlichen aus dem Würmkanal, dem Schleißheimer Kanal, dem Dachau-Schleißheimer Kanal, dem Pasing-Nymphenburger Kanal und dem Nymphenburg-Biedersteiner Kanal. Es dient hauptsächlich der Versorgung der Wassergräben und Seen in den Parkanlagen der Schlösser Nymphenburg und Schleißheim. Von historischen einst gut 50 Kilometern sind nach 300 Jahren immer noch bzw. wieder 36 Kilometer mit Wasser gefüllt.
Der Bau der Kanäle im Bereich der Münchner Schotterebene und des Dachauer Moos hatte eine nachhaltige Auswirkung auf die vorhandenen Wiesen- und Moosbäche in diesem Gebiet sowie auf die Wasserführung der Würm unterhalb von München-Pasing bzw. Karlsfeld. Durch Entwässerungsmaßnahmen und insbesondere durch die Errichtung des Rangierbahnhofs München-Nord (begonnen 1939, nach Neuplanung vollendet 1990) und dem damit verbundenen Kiesabbau in dem heute als Dreiseenplatte bezeichneten Baggerseengebiet, sowie durch den Bau der Regattastrecke Oberschleißheim (Fertigstellung 1972) hat sich die Veränderung der Gewässerlandschaft weiter fortgesetzt. In jüngerer Zeit wurden auch Renaturierungen einzelner Gewässer vorgenommen.

## Geschichte

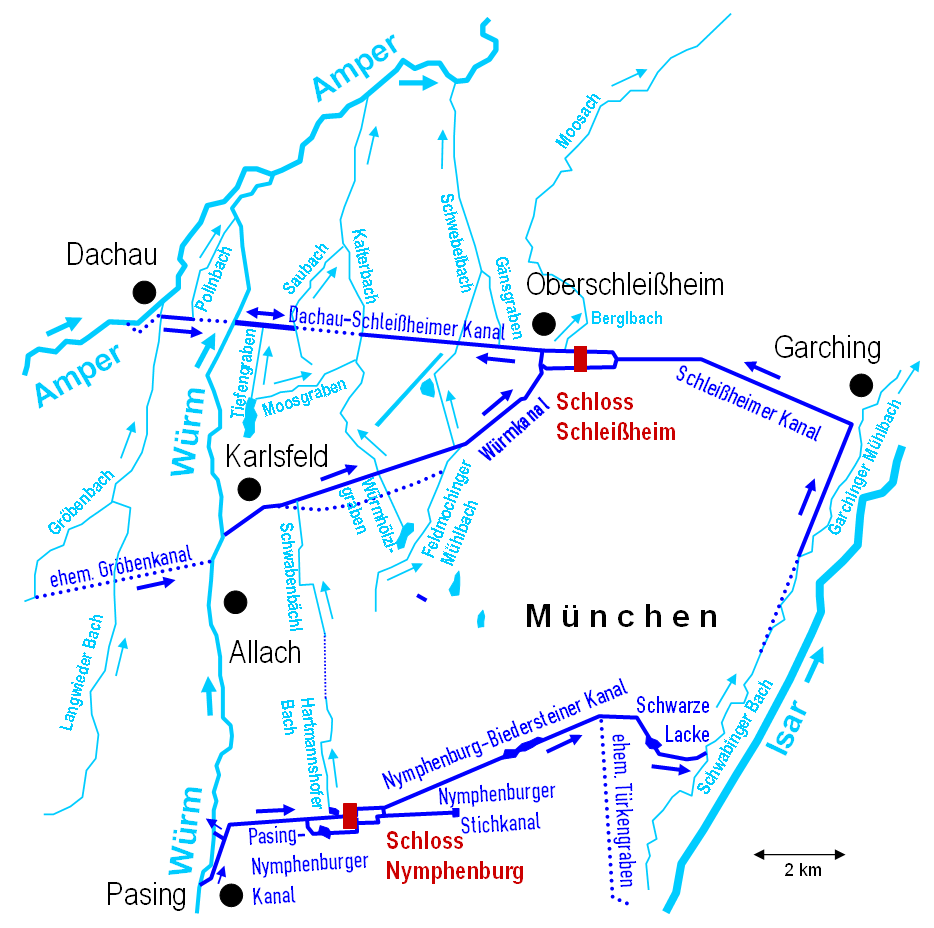
Flüsse, Bäche und Kanäle im Bereich des Nordmünchner Kanalsystems. Trockengelegte und weitgehend auch verfüllte Kanalabschnitte sind punktiert dargestellt.

Der Bau des Kanalsystems reicht bis in das Jahr 1601 zurück. Nachdem Herzog Wilhelm V. 1597 die Schwaige Schleißheim erworben hatte, wurde der Gutshof ausgebaut. Um die Mühlen an der Moosach mit mehr Wasser zu versorgen, wurde bei Karlsfeld Wasser der Würm durch einen Treibwasserkanal abgezweigt und dem damaligen Oberlauf der Moosach (heute Feldmochinger Mühlbach) zugeführt. Ein 1687 gegrabener Kanal (Gröbenkanal oder Karlsfelder Kanal), der bei Langwied Wasser aus dem Gröbenbach nach Allach zur Würm führte, gehörte ebenfalls im weitesten Sinne zum Nordmünchener Kanalsystem. Dieser Kanal wurde im 19. Jahrhundert wieder zugeschüttet.
Als erster Kanal wurde 1687 neben dem Gröbenkanal der Werkkanal von der Würm in Karlsfeld nach Schleißheim angelegt, der den 1601 gegrabenen Treibwasserkanal (Würmkanal) ersetzte. Im Jahre 1689 wurde unter Kurfürst Maximilian II. Emanuel der Schleißheimer Kanal zwischen der Isar und dem Schleißheimer Schloss gebaut, um die Parkanlagen von Lustheim und später dem neuen Schloss (Baubeginn 1701) mit Wasser versorgen zu können. Hierzu wurde beim Aumeister Wasser aus dem Schwabinger Bach, einem Nebenarm der Isar, ausgeleitet und geradlinig nach Nordnordosten entlang der heutigen Bundesstraße B11 geführt. Bei Dirnismaning (Stadt Garching bei München) biegt der Kanal nahezu rechtwinklig nach Westnordwesten und beim Garchinger Stadtteil Hochbrück nach Westen ab. Heute beginnt der Schleißheimer Kanal 2,7 km weiter nördlich auf Höhe der Kläranlage Großlappen.
1691/92 wurde der Schleißheimer Kanal nach Westen bis Dachau verlängert (Dachau-Schleißheimer Kanal). Auch dieser Abschnitt ist nicht mehr vollständig vorhanden. Wasser wird aus dem Kanal jeweils nach Norden in den Berglbach (Zufluss der Moosach), den Gänsgraben, den Schwebelbach und den Kalterbach abgeleitet. Zwischen Kalterbach und Saubach führt der Kanal kein Wasser mehr. Westlich daran anschließend nimmt der Kanal das Wasser des Tiefengrabens auf und leitet es nach Osten an den Kalterbach bzw. nach Westen an die Würm weiter. Im Stadtgebiet von Dachau wird im alten Kanalbett Wasser des Gröbenbachs nach Osten in den Pollnbach und über diesen an die Würm abgeleitet.
Ebenfalls in den Jahren 1690/91 wurde der Treibwasserkanal zwischen Karlsfeld und Schleißheim ausgebaut und im mittleren Abschnitt etwas nach Norden verlegt. Der heutige Würmkanal gibt Wasser nach Norden an den Kalterbach und den Schwebelbach ab, überquert den Würmhölzlgraben und nimmt das Schwabenbächl und den Feldmochinger Mühlbach vollständig auf.
Ebenfalls unter Kurfürst Maximilian II. Emanuel wurde das Schloss Nymphenburg ausgebaut und der Schlosspark angelegt. Auch hier war eine Wasserversorgung notwendig. Seit 1701 wird bei Pasing Wasser aus der Würm ausgeleitet und in einem Kanal (Pasing-Nymphenburger Kanal) zum Nymphenburger Schlosspark geführt. Der Kanal verläuft zunächst nach Nordnordosten. Nach knapp einem Kilometer wird heute ein Teil des Wassers in einem 200 m langen Gerinne wieder zur Würm zurückgeführt. Innerhalb des Nymphenburger Schlossparks verzweigt sich der Kanal. Der Überlauf des Kleinen Sees wird über den Hartmannshofer Bach nach Norden abgeführt. Dieser Bach hat keinen weiteren Anschluss an ein Gewässer und wird daher, nach ca. 2,2 km, nördlich der Allacher Straße, über zwei Sickerbrunnen dem Grundwasser zugeführt. Das übrige Wasser des Pasing-Nymphenburger Kanals wird über den in den Jahren 1702/04 gebauten Nymphenburg-Biedersteiner Kanal geradlinig nach Nordosten bis zur Georgenschwaige geführt. Dort mündete von Süden her der gleichzeitig gebaute Türkengraben ein, der mit Wasser aus den Münchner Stadtbächen gespeist wurde. Die Lage dieses im Jahr 1811 wieder zugeschütteten Kanals zeichnet sich im Münchner Straßenbild heute noch durch den Verlauf von Belgradstraße, Kurfürstenstraße, Nordendstraße und Fürstenstraße ab. Eine geplante Verlängerung des Türkengrabens als Neuer Schleißheimer Kanal nach Norden direkt zum Schloss Schleißheim wurde nicht realisiert. In der zweiten Hälfte des 18. Jahrhunderts wurde der Nymphenburg-Biedersteiner Kanal über die Georgenschwaige hinaus zunächst nach Osten, dann nach Südosten verlängert und in die Schwarze Lacke, einen ehemaligen Isararm, eingeführt. Diese mündet schließlich in den Schwabinger Bach. Entlang des Nymphenburg-Biedersteiner Kanals gibt es heute zwei seeartige Erweiterungen, nämlich den Olympiasee innerhalb des 1968/72 entstandenen Olympiaparks und den Schwabinger See, der Ende der 1980er Jahre auf dem Gelände des ehemaligen Schwabinger Güterbahnhofs entstand.
Die letzte größere Erweiterung erfuhr das Nordmünchner Kanalsystem durch die Anlage des 1,5 km langen Nymphenburger Stichkanals östlich des Schlossparks zum Waisenhaus in den Jahren 1727/30. 1939 entstand durch Kiesentnahme der Karlsfelder See, dessen Wasser vom Tiefengraben und vom Moosgraben über den Kalterbach zur Amper weitergeleitet wird.
Ernst Götz und Brigitte Langer schreiben

Das Kanalsystem zwischen Schleißheim, Nymphenburg und Dachau ist in Mitteleuropa einzigartig.

## Bilder

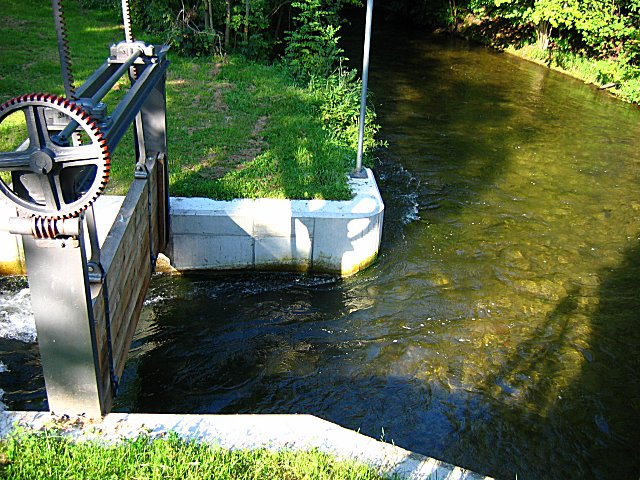
Anfang des Würmkanals in Karlsfeld. Die Würm fließt durch das Wehr ab.
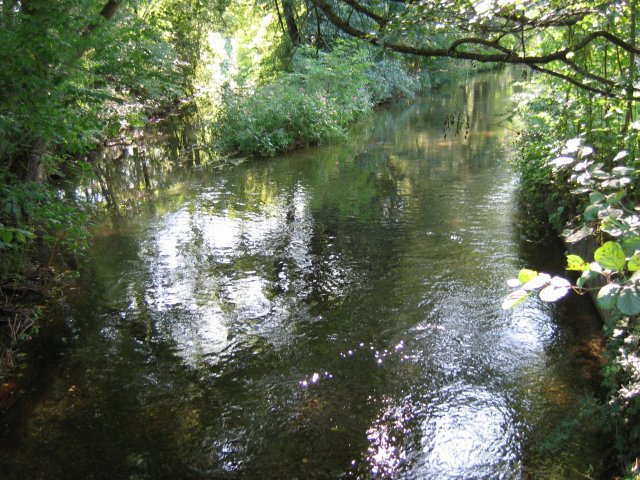
Würmkanal an der Einmündung des Feldmochinger Mühlbachs
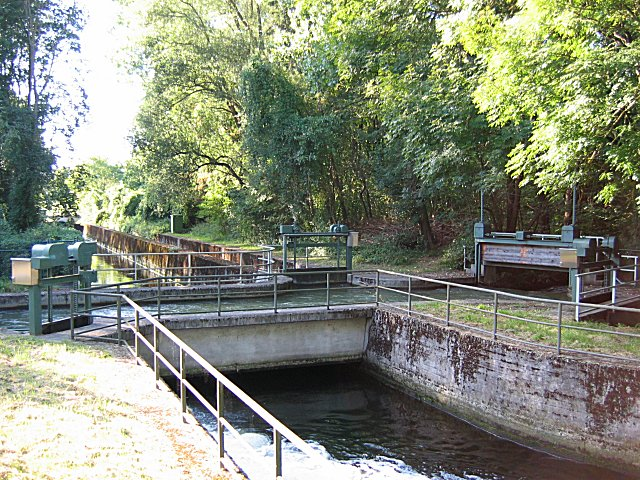
Anfang des Schleißheimer Kanals an der Kreuzung von Schwabinger Bach, Garchinger Mühlbach und dem Abfluss der Kläranlage Großlappen
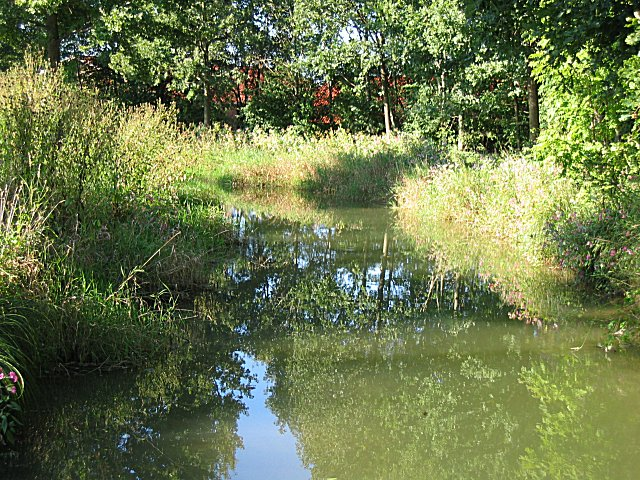
Schleißheimer Kanal kurz vor dem Abknicken nach Westen bei Dirnismaning
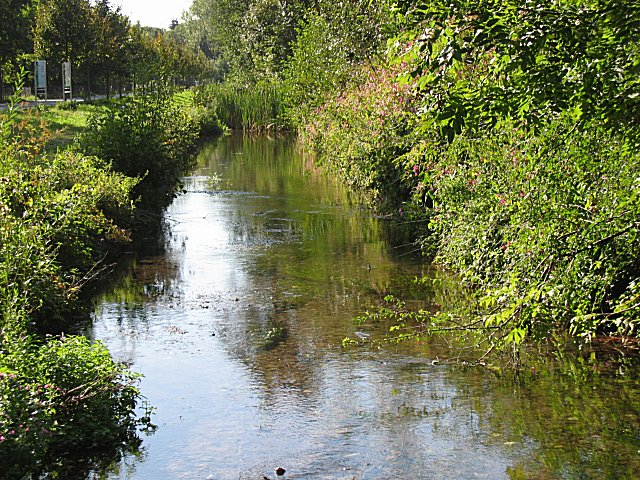
Dachau-Schleißheimer Kanal westlich der Kreuzung mit dem Schwebelbach
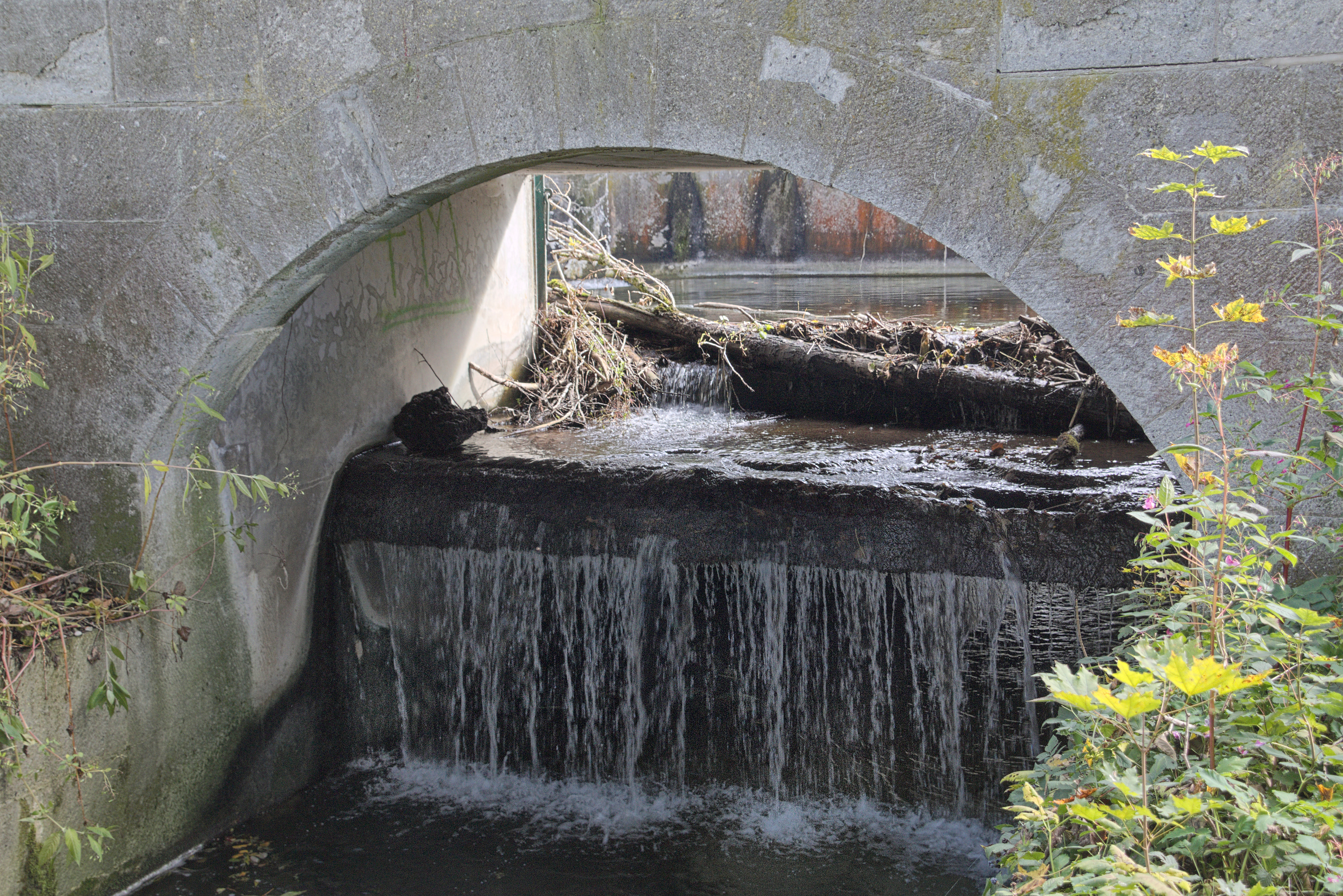
Gewässerkreuzung von Würmkanal und Kalterbach erbaut im 17. Jahrhundert

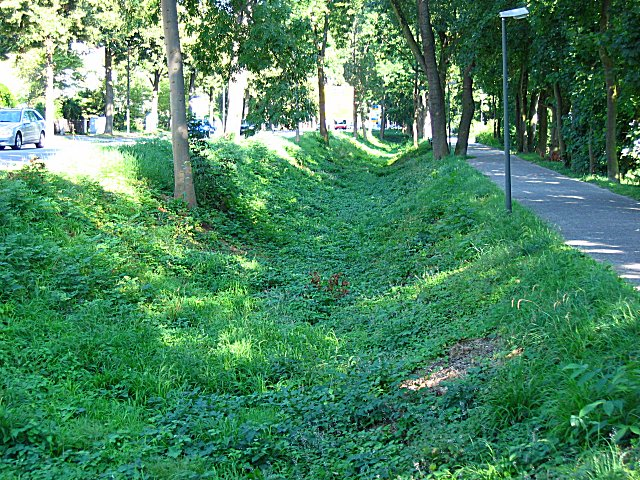
Trockengelegter Abschnitt des Dachau-Schleißheimer Kanals zwischen Pollnbach und Würm im Stadtgebiet von Dachau
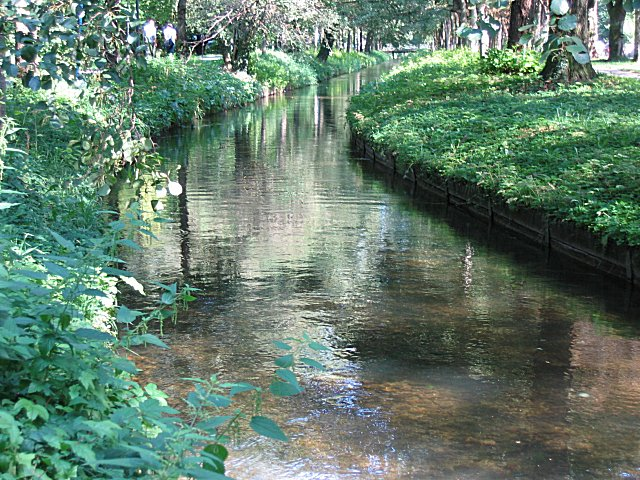
Pasing-Nymphenburger Kanal
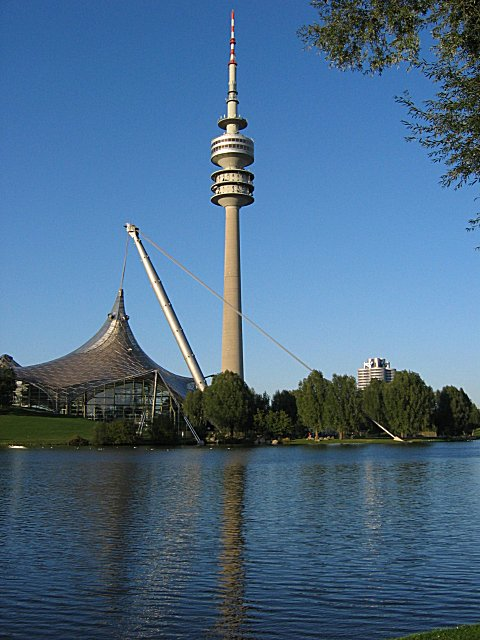
Olympiasee im Zuge des Nymphenburg-Biedersteiner Kanals
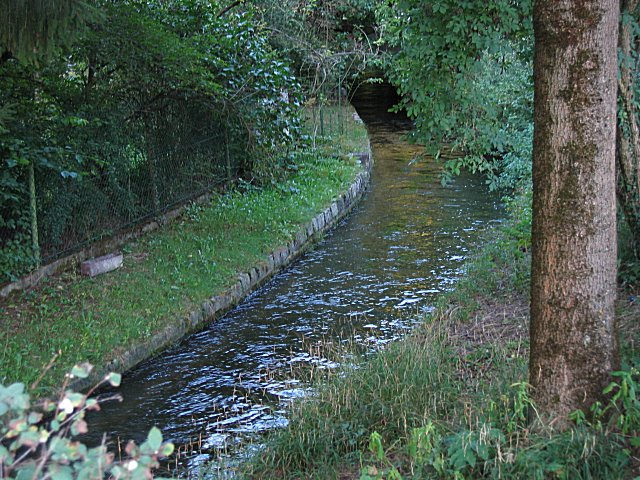
Schwarze Lacke
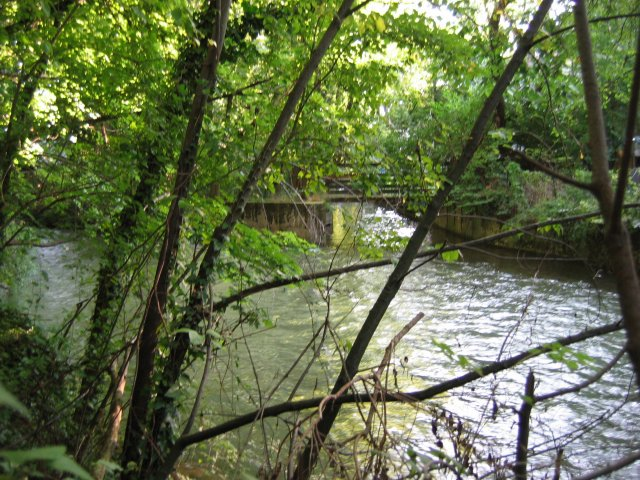
Einmündung der Schwarzen Lacke in den Schwabinger Bach